# Храм Пресвятої Трійці (Кам'янець-Подільський)
Церква Пресвятої Трійці василіянського монастиря — чинна церква УГКЦ в Кам'янці-Подільському. Розташована при в'їзді до Старого міста біля Новопланового мосту.

## Опис давньої церкви
Поземний план давньої будівлі був триконховий. За планом Троїцька церква була такою ж, як і Предтеченська та Петропавлівська. Зі сходу була одна півкругла абсида та з боків дві менші конхи. Західна частина була квадратною, всередині відділена від центральної аркою, та мала зверху дзвіницю. Довжина церкви без притвору становила 23,5 м і ширина без бічних конх 7,1 м. Склепіння над західньою частиною було хрестовим, а в середній частині півциліндрове, перерізане навпроти бокових конх меншим півциліндром. У вівтарі півциліндрове склепіння закінчувалося аркою і далі в апсиді півциліндер закінчувався конхою (четвертькулею).
Впродовж 1672—1699 рр. Кам'янець-Подільський був під владою Османської імперії, тоді церкву було перетворено на мечеть та надбудовано 10-метровий мінарет, який, однак, після відходу турків було швидко розібрано.
Василіяни надбудували в 1749 році дзвіницю. В 1854 році над центральною частиною було перебудовано дерев'яну баню та покрито її замість гонту бляхою. 1859 року були збільшені вікна: мабуть продовжені до низу. Тоді ж до вівтаря добудовано ризницю та паламарню. В західній частині, з північного боку, були вхідні двері з кам'яними східцями. Біля північної та південної конхи було по два контрфорси. Під церквою знаходилися склепи з похованнями.

## Історія храму
Перша письмова згадка про храм відноситься до 1582 року, у зв'язку з передачею міщанкою Гапкою Табковою у власність Троїцької церкві своєї садиби.
Під час панування у місті турків храм було перероблено на мечеть. На початку XVIII ст. з виходом турків з Кам'янця і встановленням польської влади храм був переданий уніатам.
У 1722 році єпископ Атанасій Шептицький передав храм монахам Чину Св. Василія, які заснували при ньому монастир. Офіційною датою заснування вважається 22 травня 1722 р. Чин Василіян діяв при храмі до 1795 року. При ІІ розділі Польщі землі Кам'янеччини були анексовані Росією. Разом з цим храм було переосвячено у православний.
У 1935 році у рамках боротьби радянського уряду із релігією храм було розібрано.
3 березня 1995 р. почалася віднова храму. Були проведені розкопки і дослідження фундаментів храму.
23 вересня 1996 р. кардинал  Любомир Гузар заснував монастир. Першим настоятелем було призначено бр. Давида Кулинича, василіянина. З 1 вересня 2005 р. настоятелем монастиря було призначено о. Йосифа Будая. За п'ять років василіяни повністю закінчили відтворення будівлі та оздоблення храму і прилеглої території.
10 липня 2010 року Храм Пресвятої Трійці освятив Василій Семенюк — єпископ Тернопільсько-Зборівський, УГКЦ. Архітектором, який розробив проєкт відновлення храму, є Володимир Бевз.

## Світлини

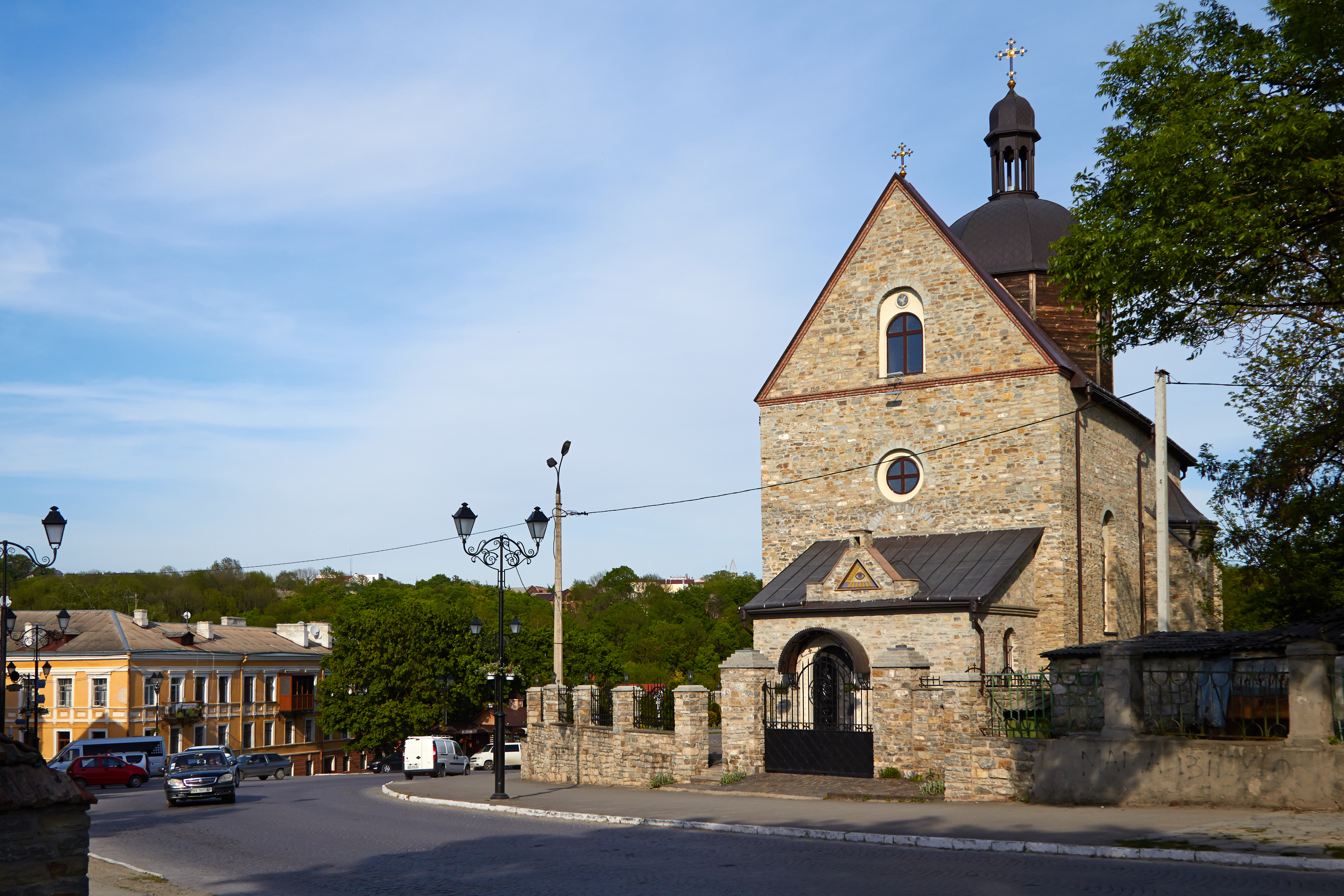
Храм Пресвятої Трійці
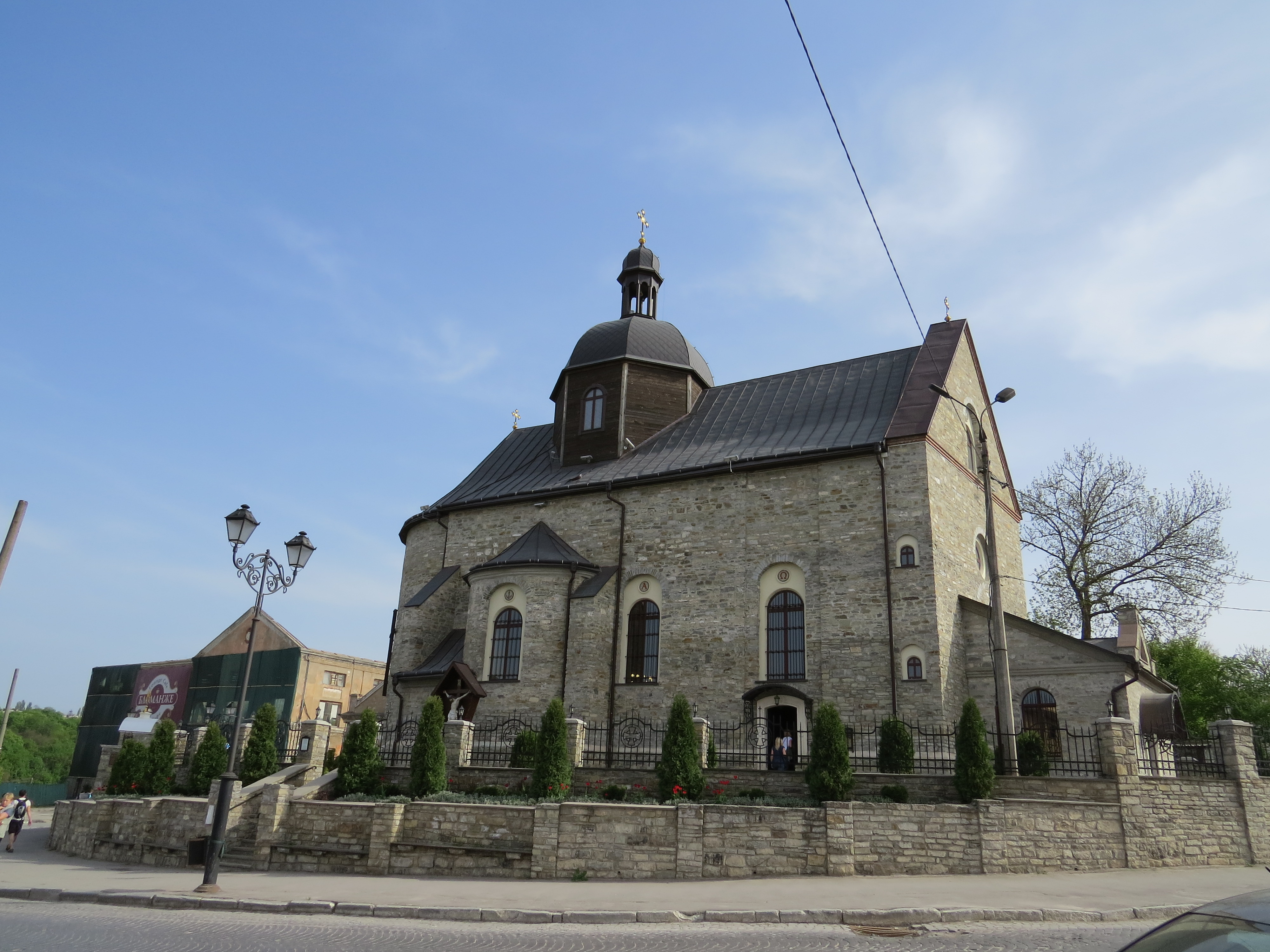
Вигляд з боку
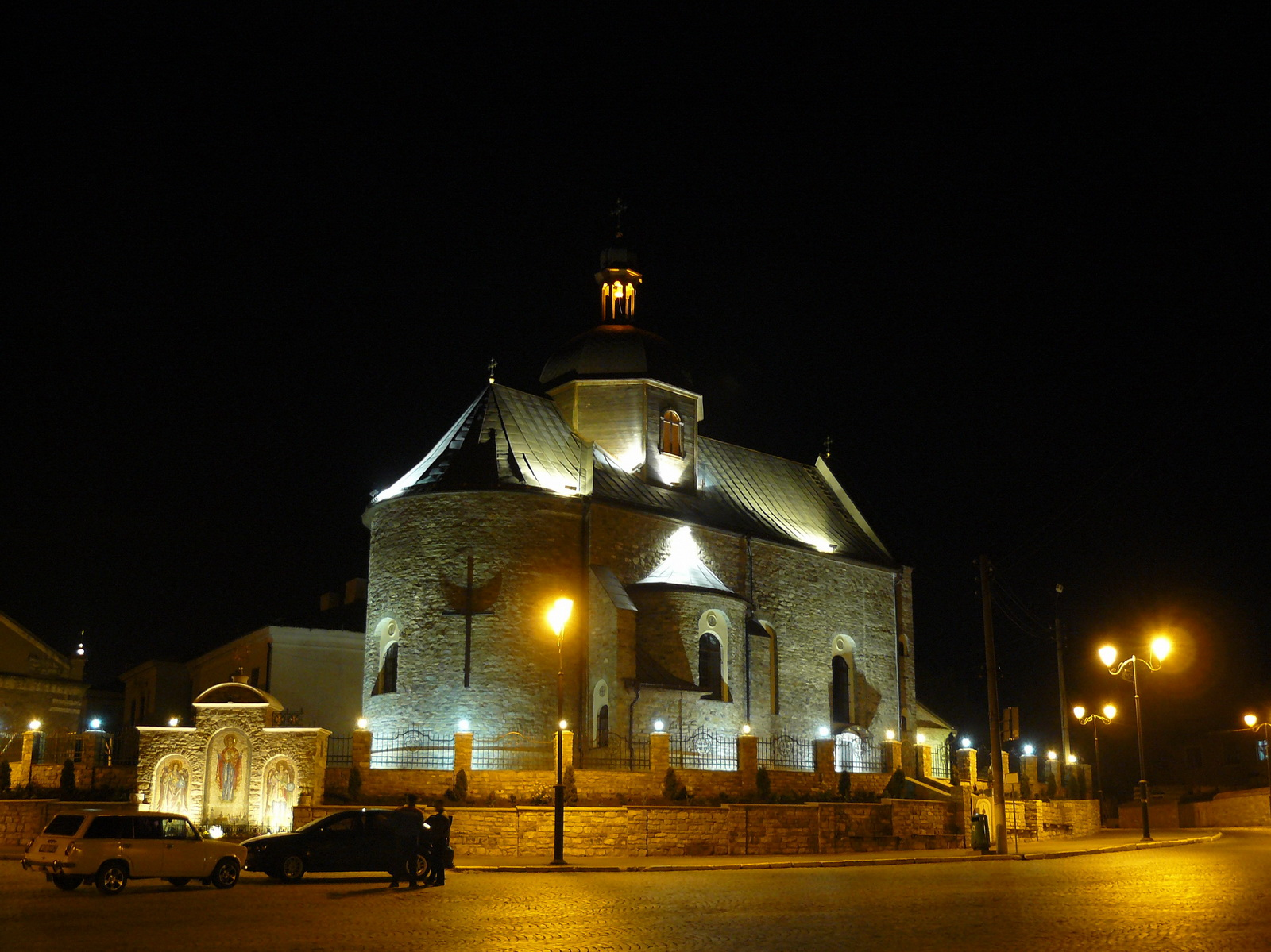
Вигляд уночі
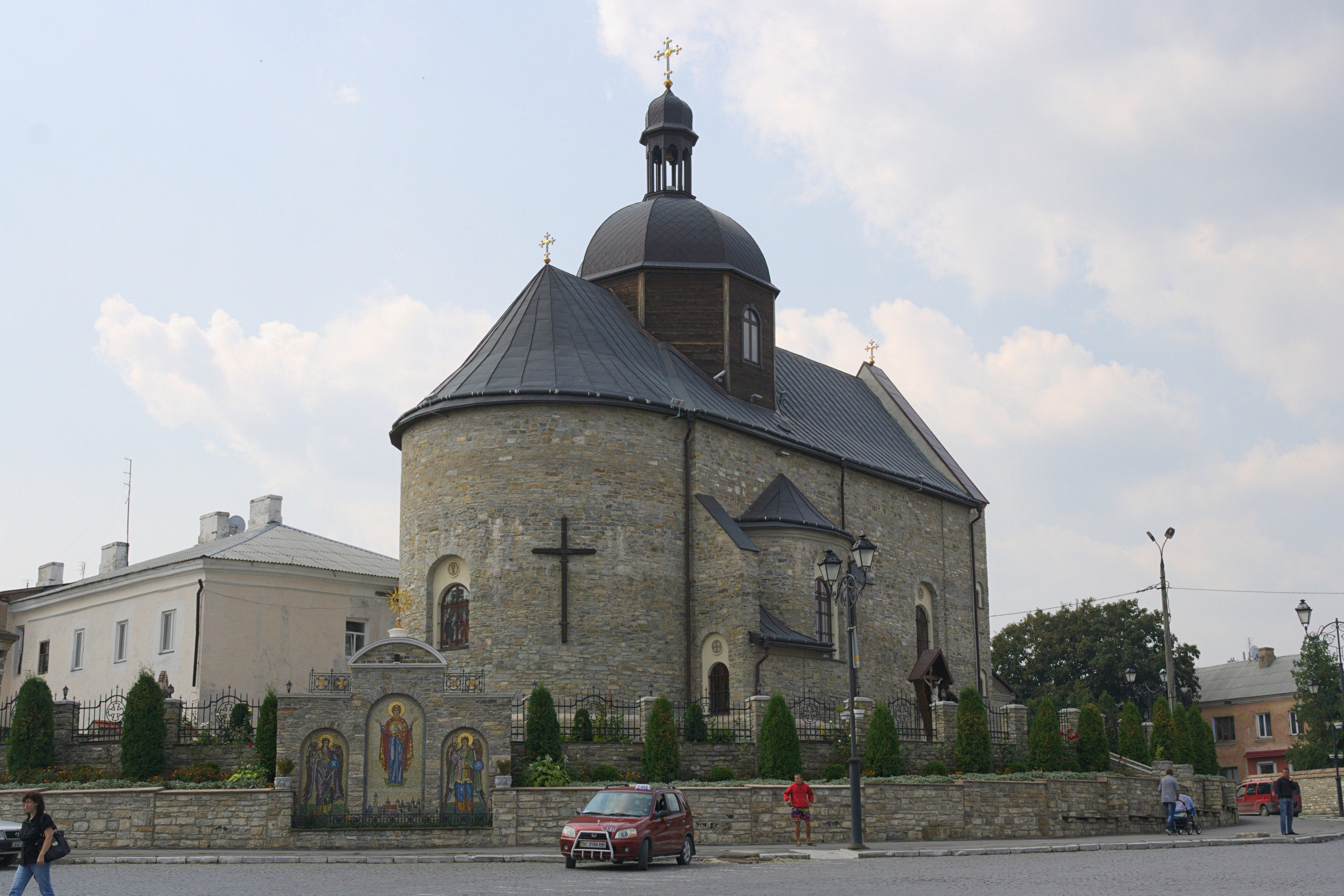
Храм Пресвятої Трійці, панорама
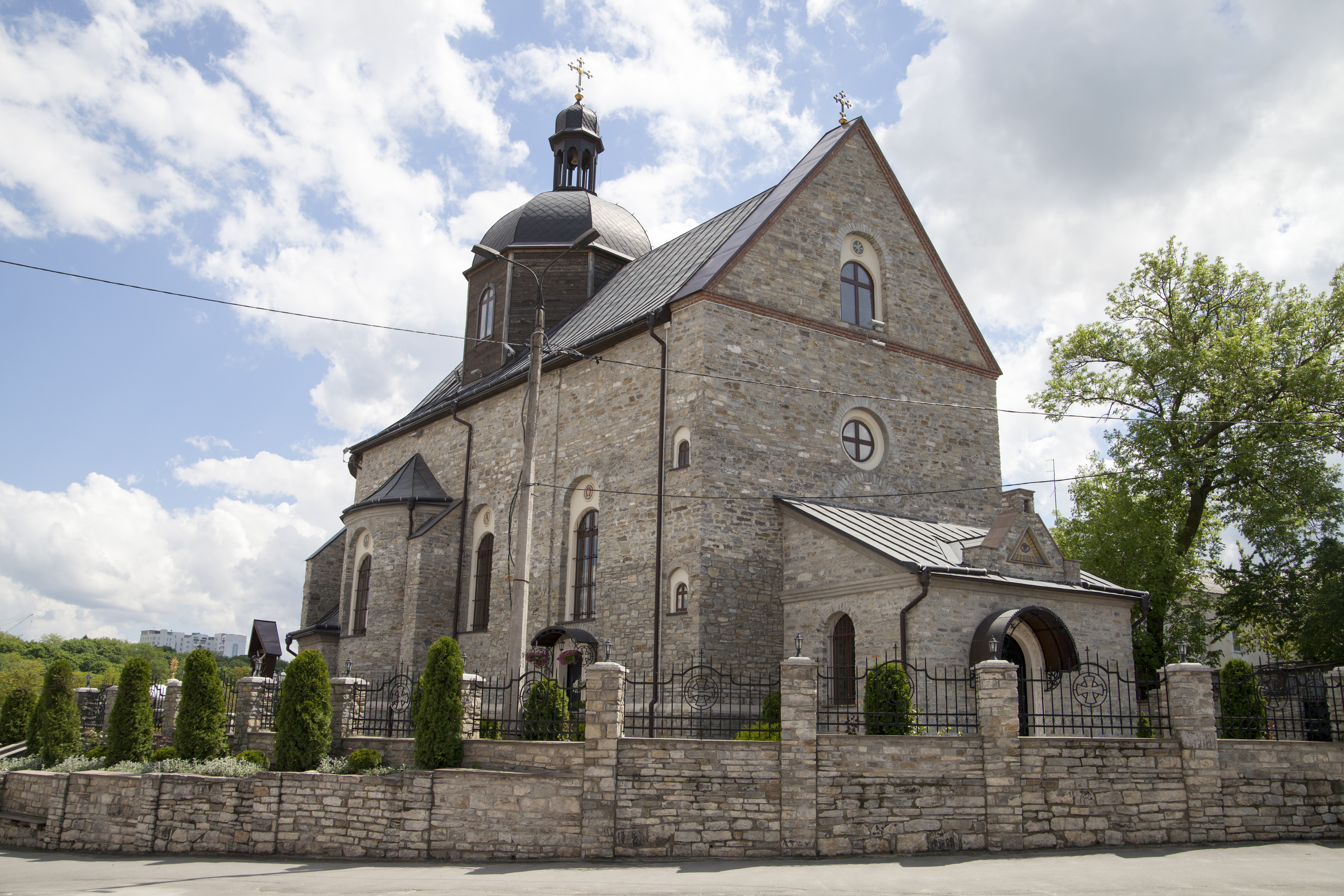
Храм Пресвятої Трійці
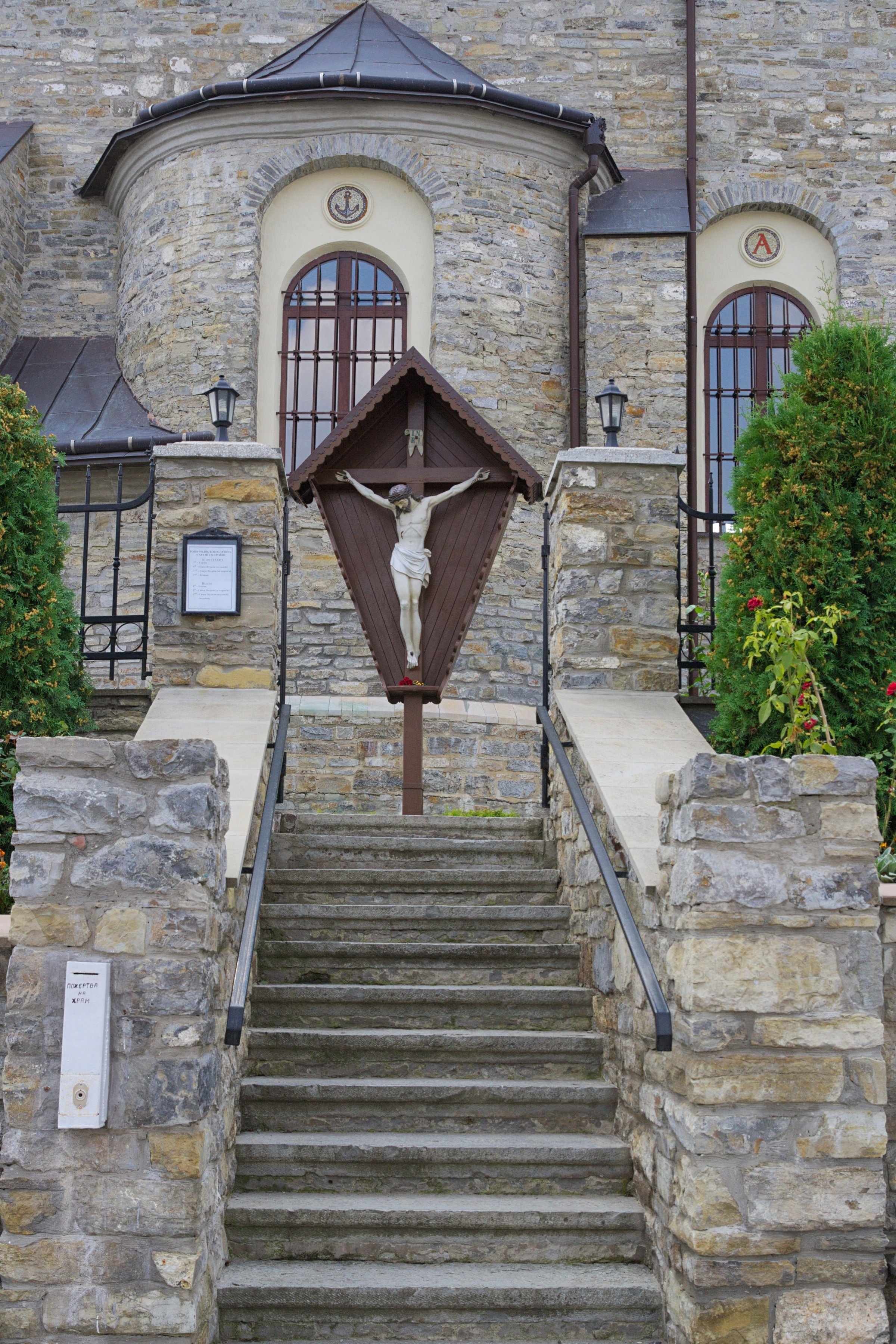
Храм Пресвятої Трійці, сходи
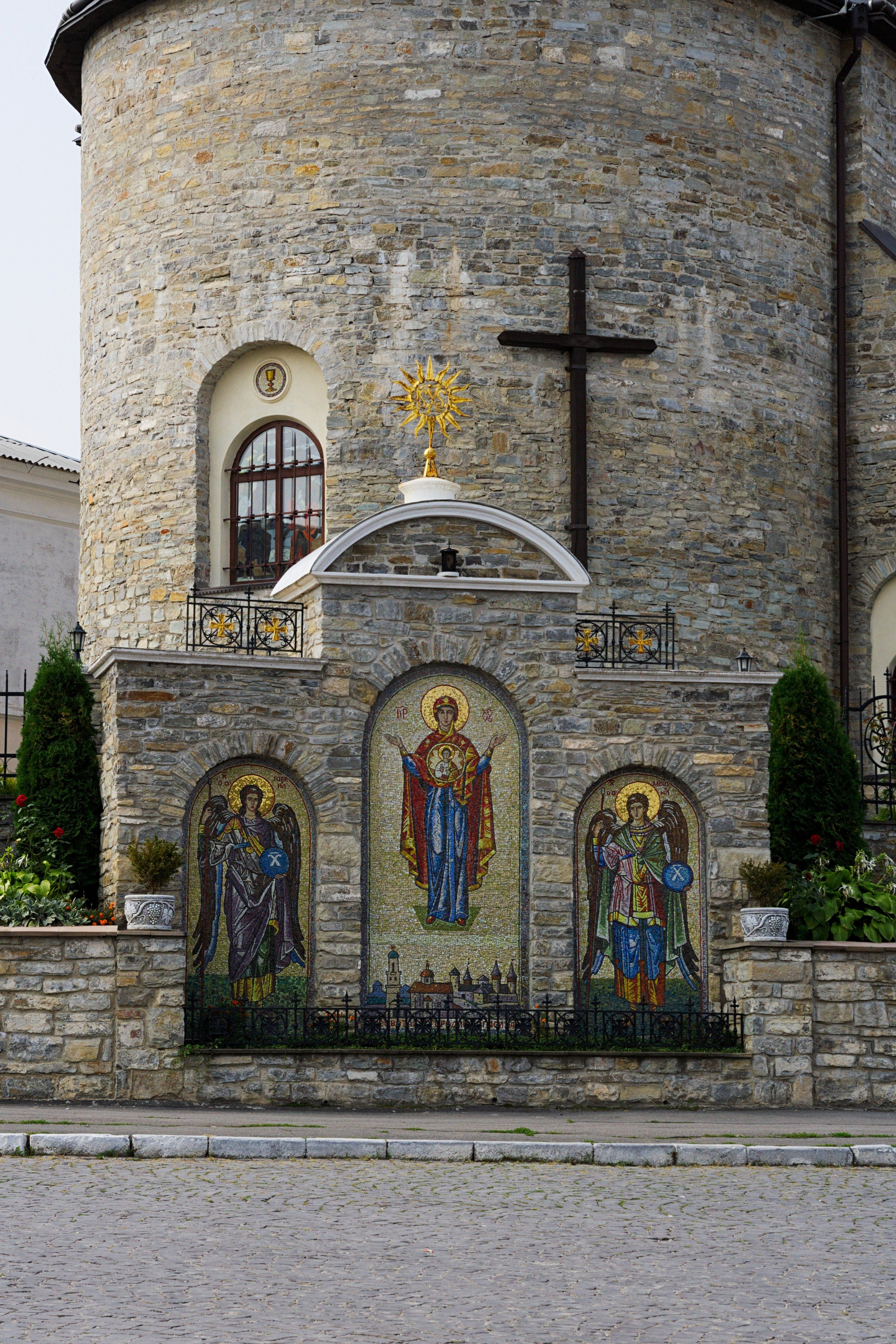
Триптих
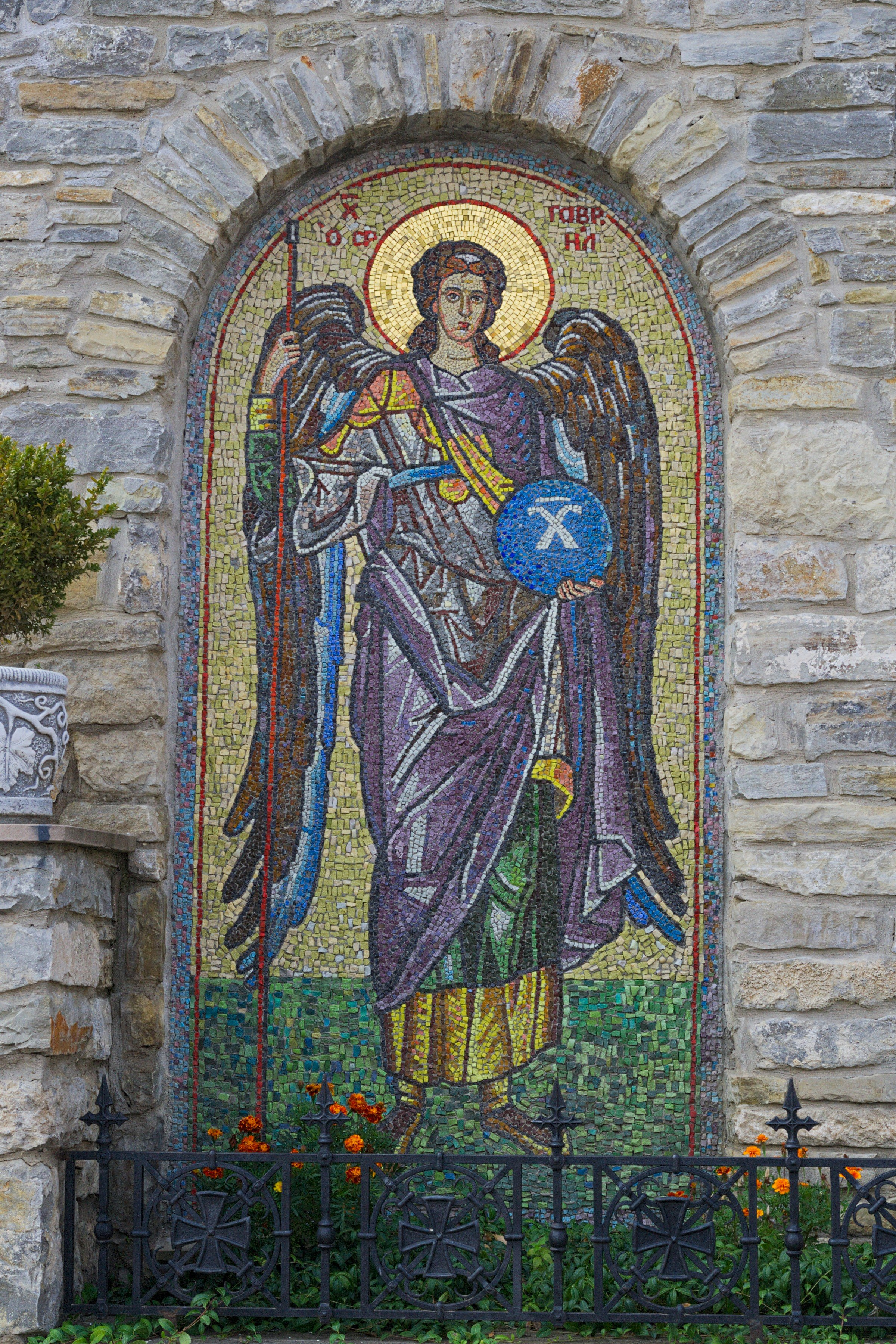
Триптих, ліва сторона
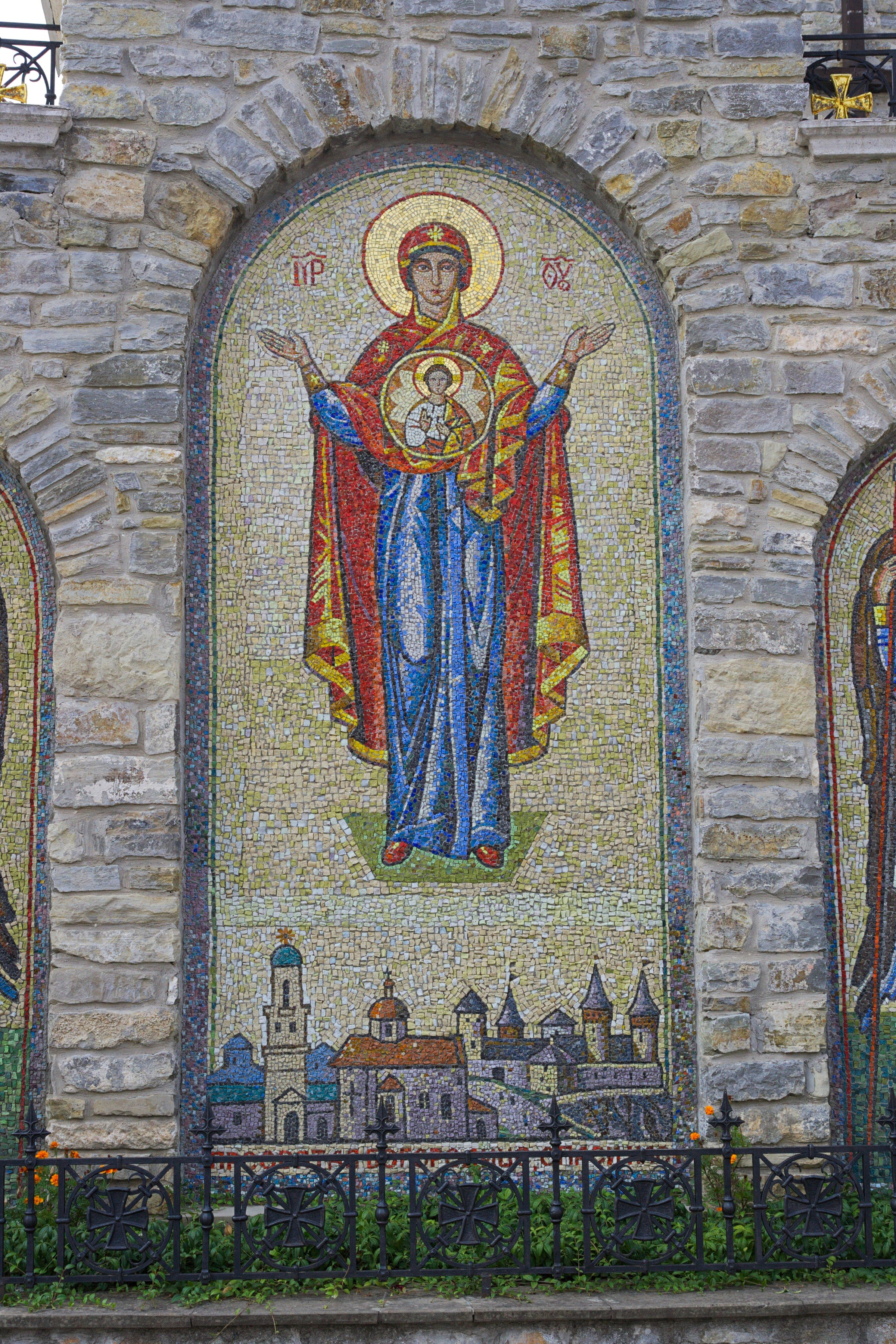
Триптих, центр
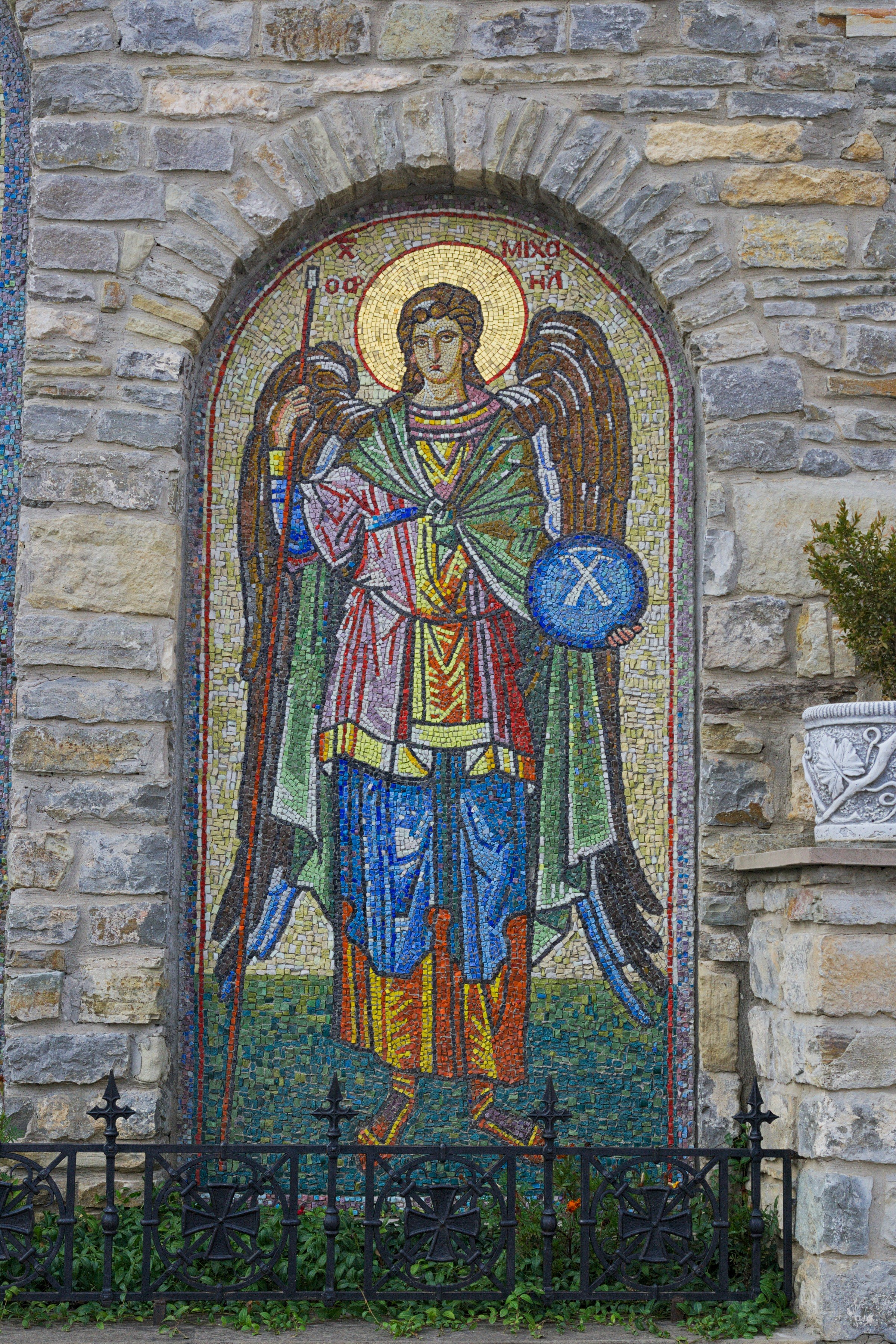
Триптих, права сторона
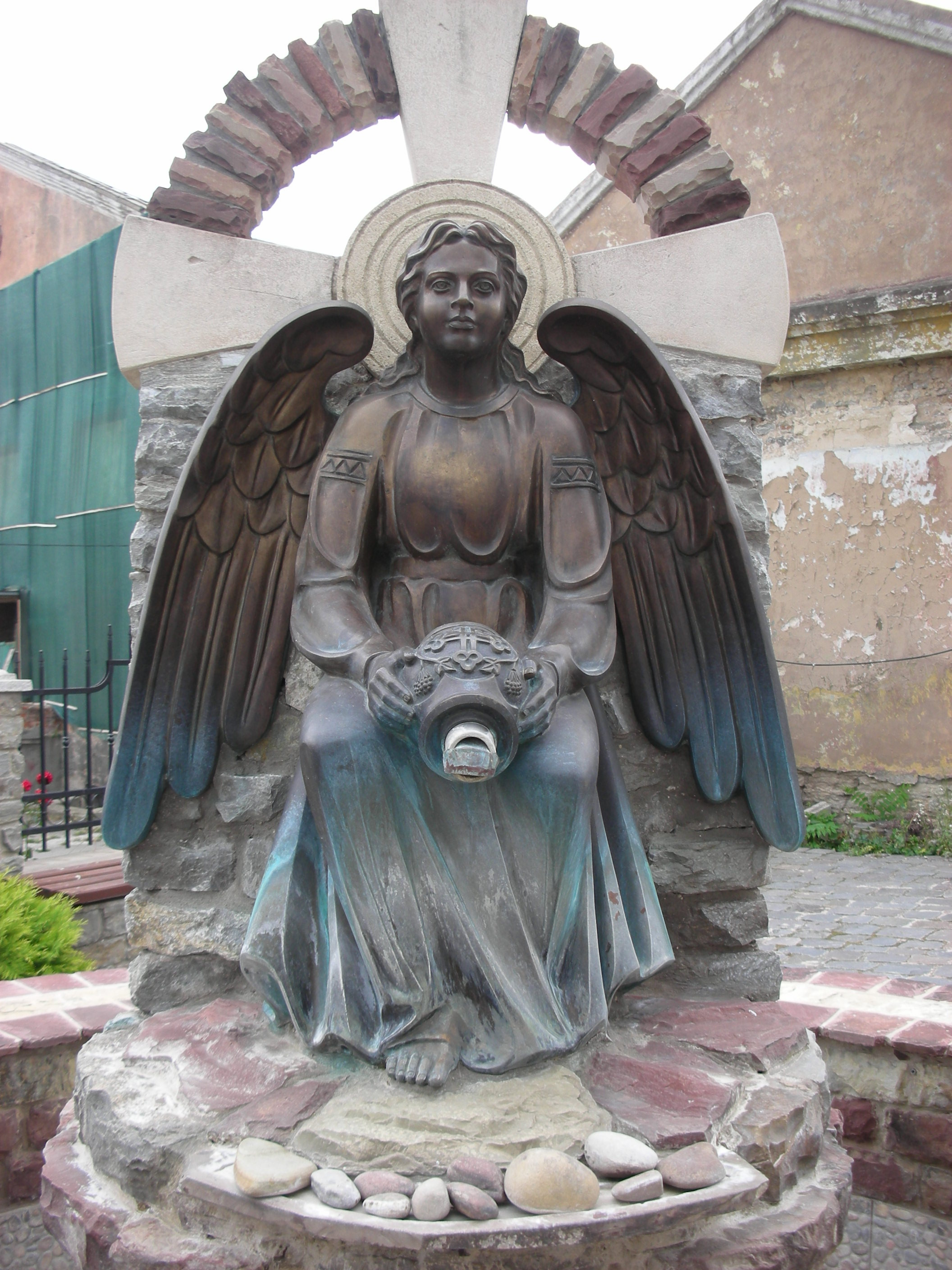
Храм Пресвятої Трійці, місце для водосвяття